# Macrothele
Macrothele Ausserer, 1871 è un genere di ragni appartenente alla famiglia Macrothelidae.

## Distribuzione
Le 38 specie note di questo genere sono diffuse in Europa meridionale (Spagna, Creta), in Asia (7 endemismi nella sola Cina), Africa settentrionale e centrale.

## Tassonomia

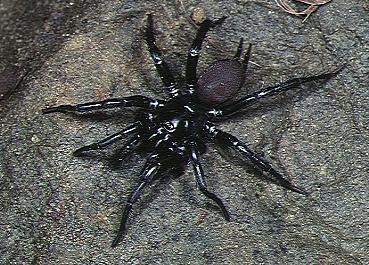
Macrothele yaginumai - maschio

Questo genere è stato trasferito negli Hexathelidae dalla famiglia Dipluridae a seguito di un lavoro di Raven del 1980; di recente è stato trasferito nella famiglia Macrothelidae a seguito di un lavoro di Hedin et al., del 2018.
La denominazione Orientothele Mirza, Sanap & Kunte, 2017, la cui specie tipo era Orientothele alyratus Mirza, Sanap & Kunte, 2017, è stata trasferita dalle Dipluridae e posta in sinonimia con Macrothele a seguito di uno studio di Drolshagen del 2017.
Attualmente, a dicembre 2020, si compone di 38 specie:
1. Macrothele abrupta Benoit, 1965 — Congo
2. Macrothele alyrata (Mirza, Sanap & Kunte, 2017) — India
3. Macrothele amamiensis Shimojana & Haupt, 1998 — Isole Ryukyu
4. Macrothele arcuata Tang, Zhao & Yang, 2020 — Cina
5. Macrothele bannaensis Xu & Yin, 2001 — Cina, Laos
6. Macrothele calpeiana (Walckenaer, 1805)[2] — Spagna, Italia, Africa settentrionale
7. Macrothele camerunensis Simon, 1903 — Camerun, Guinea equatoriale
8. Macrothele cangshanensis Z.B. Yang, Zhao, Zhang & Z.Z. Yang, 2018 — Cina
9. Macrothele cretica Kulczynski, 1903 — Creta
10. Macrothele decemnotata Simon, 1909 — Vietnam
11. Macrothele digitata Chen, Jiang & Yang, 2020 — Cina
12. Macrothele drolshageni Özkütük, Elverici, Yağmur & Kunt, 2019 — Turchia
13. Macrothele gigas Shimojana & Haupt, 1998 — Isole Ryukyu
14. Macrothele guizhouensis Hu & Li, 1986 — Cina
15. Macrothele holsti Pocock, 1901 — Taiwan
16. Macrothele hunanica Zhu & Song, 2000 — Cina
17. Macrothele incisa Benoit, 1965 — Congo
18. Macrothele jingzhao Chen, Jiang & Yang, 2020 — Cina
19. Macrothele jinlin Z. B. Yang, Zhao, Zhang & Z. Z. Yang, 2018 — Cina
20. Macrothele maculata (Thorell, 1890) — Myanmar, Sumatra, Giava
  - Macrothele maculata annamensis Hogg, 1922 — Vietnam
21. Macrothele menglunensis Li & Zha, 2013 — Cina
22. Macrothele monocirculata Xu & Yin, 2000 — Cina
23. Macrothele multispine Wang, Li & Yang, 2019 — Cina
24. Macrothele palpator Pocock, 1901 — Cina, Hong Kong
25. Macrothele proserpina Simon, 1909 — Vietnam
26. Macrothele raveni Zhu, Li & Song, 2000 — Cina
27. Macrothele sanheensis Tang, Zhao & Yang, 2020 — Cina
28. Macrothele segmentata Simon, 1892 — Malaysia
29. Macrothele simplicata (Saito, 1933) — Taiwan
30. Macrothele taiwanensis Shimojana & Haupt, 1998 — Taiwan
31. Macrothele triangularis Benoit, 1965 — Congo
32. Macrothele undata Tang, Zhao & Yang, 2020 — Cina
33. Macrothele variabiis Pavesi, 1898 — Giava
34. Macrothele vidua Simon, 1906 — India
35. Macrothele yaginumai Shimojana & Haupt, 1998 — Isole Ryukyu
36. Macrothele yani Xu, Yin & Griswold, 2002 — Cina
37. Macrothele yunnanica Zhu & Song, 2000 — Cina

### Specie trasferite
- Macrothele aculeata Urquhart, 1893; trasferita al genere Euoplos Rainbow, 1914, appartenente alla famiglia Idiopidae.
- Macrothele darcheni Benoit, 1966; trasferita al genere Heterothele Karsch, 1879, appartenente alla famiglia Theraphosidae.
- Macrothele sinensis Zhu & Mao, 1983; trasferita al genere Raveniola Zonstein, 1987, appartenente alla famiglia Nemesiidae.

### Sinonimi
- Macrothele luctuosa (Lucas, 1855); questi esemplari sono stati riconosciuti in sinonimia con M. calpeiana (Walckenaer, 1805), a seguito di due lavori: uno di Blasco & Ferrández del 1986; e uno di Snazell, sempre del 1986.

### Nomina nuda
- Macrothele makii Kishida; di questi esemplari l'aracnologo Yaginuma, come ha affermato in un lavoro di Brignoli del 1983, non ne è stata trovata traccia.
- Macrothele ornata Kishida; di questi esemplari l'aracnologo Yaginuma, come ha affermato in un lavoro di Brignoli del 1983, non ne è stata trovata traccia.